# Nancy Herz

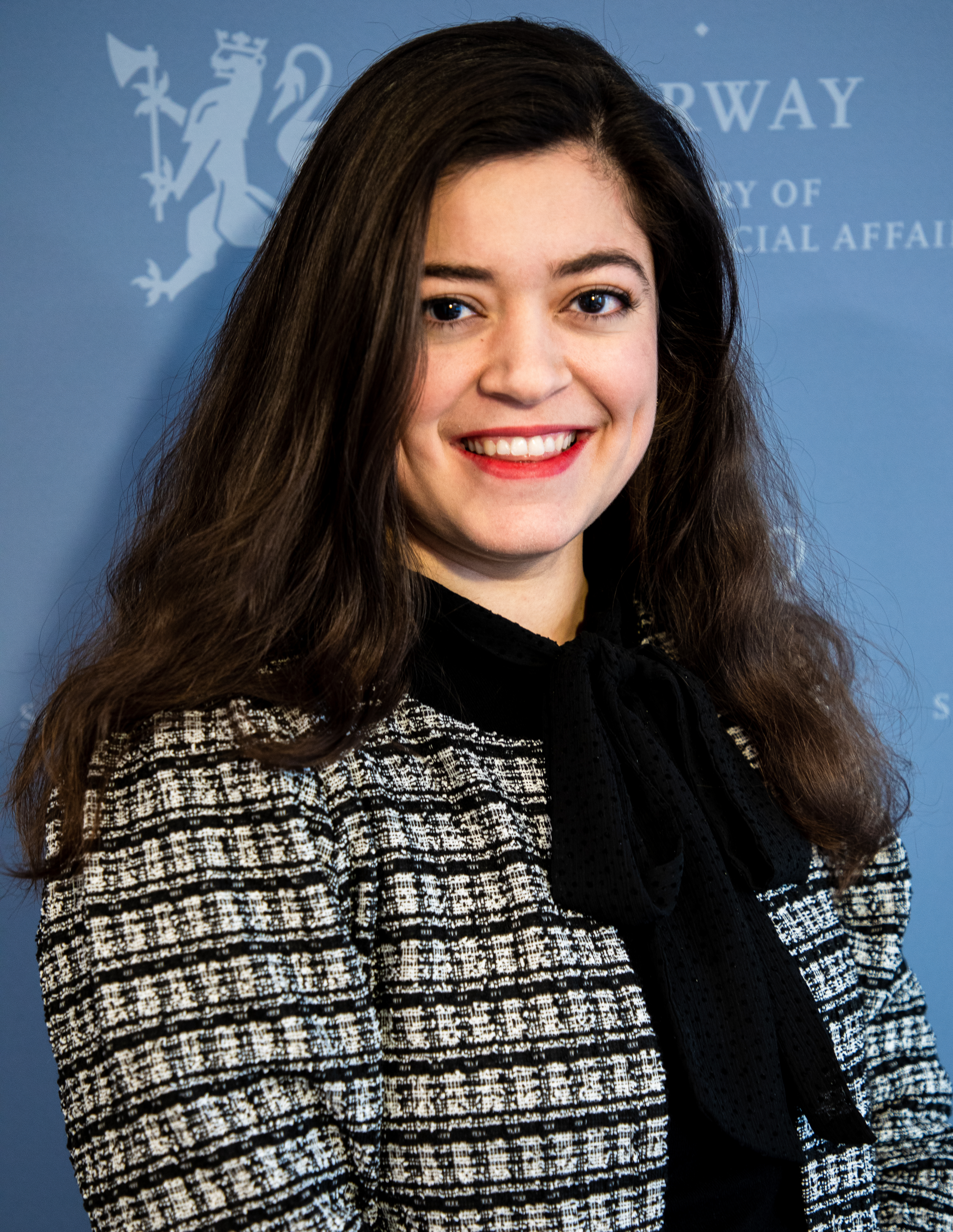
Nancy Herz, 2021

Nancy Herz (* 14. April 1996 im Libanon) ist eine libanesisch-norwegische Autorin, Aktivistin und Politikerin der Arbeiderpartiet (Ap). Von Oktober 2021 bis März 2023 war sie Staatssekretärin.

## Leben
Herz kam 1996 während der Militäroperation Früchte des Zorns im Libanon zur Welt. Kurze Zeit später floh ihre Mutter mit ihr nach Norwegen, wo ihr Vater bereits lebte. Dort wuchs sie in Haugesund auf. Ihre Eltern verboten ihr in ihrer Jugend gegen ihren Willen, einen Hidschab zu tragen. Herz begann schließlich sich bei Amnesty International zu engagieren und schrieb Beiträge für eine Lokalzeitung. An der Universität Oslo erhielt Herz einen Bachelorabschluss in Soziologie.

### Autorin und Aktivistin
Im April 2016 veröffentlichte sie in der Zeitung Aftenposten den Beitrag Vi er de skamløse arabiske jentene, og vår tid begynner nå (deutsch Wir sind die schamlosen arabischen Mädchen und unsere Zeit beginnt jetzt). Der Kommentar wurde zu einem der meistgelesenen der Aftenposten im Jahr 2016. Herz begründete die Wahl des Wortes „schamlos“ damit, dass es sich dabei um ein Wort handle, das man als arabische, somalische oder iranische Frau oft höre, wenn man sich nicht gemäß den Normen verhält und sie den Begriff in einem positiven Zusammenhang habe verwenden wollen.
Gemeinsam mit Amina Bile und Sofia Srour startete sie eine Bewegung, die in den norwegischen Medien als De skamløse jentene (deutsch Die schamlosen Mädchen) bezeichnet wurde. Im Jahr 2017 wurde das von den drei Frauen geschriebene Buch Skamløs in Norwegen veröffentlicht. Es erhielt weitgehend positive Kritiken. In dem Buch sammelten sie anonymisierte Geschichten von Frauen mit Migrationshintergrund, die verschiedene Formen von negativer sozialer Kontrolle in der norwegischen Gesellschaft und den eigenen Familien erlebt haben. Das Buch wurde 2019 auch in deutscher Sprache unter dem Titel Schamlos veröffentlicht. Für ihre Arbeit erhielten Herz, Srour und Bile im März 2017 beim Fritt-Ord-Preis den Ehrenpreis.
Von 2018 bis 2020 arbeitete Herz als Organisationsberaterin beim Freiwilligenverband Frivillighet Norge. Im März 2021 kam ihr zweites Buch Skal du ikke gifte deg snart? heraus. In diesem beschrieb sie unter anderem, wie ihr Einsatz und ihre Tabubrüche ihre Beziehung zu ihrer Mutter zeitweise belasteten. Zu diesen Tabubrüchen zählte unter anderem, dass sie sich in ihrem Beitrag in der Aftenposten als Atheistin bezeichnet hatte.

### Staatssekretärin
Sie studierte Soziologie im Masterstudium, als sie am 14. Oktober 2021 zur Staatssekretärin im Arbeits- und Sozialministerium ernannt wurde. Herz war als solche zunächst unter Ministerin Hadia Tajik tätig, ab März 2022 setzte sie unter Marte Mjøs Persen fort. Ihre Zeit als Staatssekretärin endete am 10. März 2023.

## Auszeichnungen
- 2016: Skamløsprisen
- 2017: Fritt-Ord-Preis, Ehrenpreis (mit Amina Bile, Sofia Srour)

## Werke
- Amina Bile, Sofia Nesrine Srour, Nancy Herz: Schamlos (Skamløs, 2017)
- Nancy Herz: Skal du ikke gifte deg snart? (2021)